# Двобој за јужну пругу
„Двобој за јужну пругу“ је југословенски филм, снимљен 1978. године у режији Здравка Велимировића, а сценарио су писали Пуриша Ђорђевић и Здравко Велимировић.

## Радња
У октобру 1941. партизани из јужне Србије и Македоније су добили директну поруку од Главног Штаба партизанских јединица Југославије:
Пазите на комуникације, а нарочито на главну пругу: Ниш-Скопље-Солун, као и на пругу: Ниш-Пирот-Софија. Ове пруге по сваку цену морају да буду све време онеспособљене - Тито.
Ово је био почетак дуготрајног и исцрпљујућег двобоја за моравску и нишку пругу - главне Хитлерове путне артерије за снабдевање трупа на Медитерану и источном фронту. Против Немаца, Бугара и домаћих издајника се подигао у борбу народ јужне Србије нападајући окупаторе са слободних територија и из непријатељске позадине.

## Улоге
| Глумац                  | Улога                    |
| ----------------------- | ------------------------ |
| Драгомир Бојанић Гидра  | Саветник, Станковић      |
| Воја Мирић              | Мајор Кениг              |
| Нада Војиновић          | Роса                     |
| Неда Спасојевић         | Монахиња                 |
| Даница Ристовски        | Јелена                   |
| Душан Војновић          | Алекса                   |
| Растислав Јовић         | Роберт                   |
| Марко Николић           | Секретар Миша            |
| Миодраг Крстовић        | Љуба Поповић, митраљезац |
| Данило Лазовић          | Комесар                  |
| Богољуб Петровић        | Командир Јован           |
| Боро Беговић            | Командир вода Максим     |
| Славко Штимац           | Бане                     |
| Милош Кандић            | Неђа Пантић, минер       |
| Иван Јагодић            | Коста Пећанац            |
| Младен Барбарић         | Железничар Срећко        |
| Божидар Павићевић Лонга | Жандар, илегалац         |
| Добрица Јовановић       | Агент Драги              |
| Тихомир Плескоњић       | Немачки генерал          |
| Драгомир Фелба          | Сељак поред гробља       |
| Владан Живковић         | Конобар, Партизан        |
| Вељко Мандић            | Банетов отац             |
| Риалда Кадрић           | Млада партизанка         |
| Ранко Гучевац           | Четник                   |
| Драган Лукић Омољац     | Младић са трубом         |
| Радмила Савићевић       | Мишина мајка             |
| Војислав Мићовић        | Чича партизан            |
| Бранка Соврлић          | Певачица у хотелу        |
| Славица Ђорђевић        | Монахиња 1               |
| Неда Осмокровић         | Монахиња 2               |
| Душан Крцун Ђорђевић    | Полицајац у возу         |
| Данијел Обрадовић       | Бугарски пуковник        |
| Драгољуб Новаковић      | Партизан                 |
| Сима Ерчевић            | Градоначелник            |
| Мирољуб Алексић         |                          |
| Драган Димитријевић     |                          |
| Радоман Контић          |                          |
| Милан Вељковић          |                          |
| Драган Мићаловић        | Жандар                   |